# Dissimilatie (taalkunde)
Dissimilatie is in de taalkunde het verschijnsel dat  bepaalde overeenkomstige taalklanken binnen een woord zodanige veranderingen ondergaan dat zij minder op elkaar lijken. Daarbij is het uiteraard vrijwel altijd slechts een van beide klanken die verandert. Dissimilatie is het tegengestelde van assimilatie, waarbij taalelementen zich juist aan elkaar aanpassen.
Het verschijnsel dissimilatie komt met name veel voor bij twee dezelfde liquidae in een woord, waarvan er dan één minder lateraal wordt, dat wil zeggen verandert in een tremulant ofwel "r"-achtige klank.

## Verschillende talen
Het verschijnsel komt in verschillende talen voor. Het proces kent geen regelmaat: bij sommige woorden treedt het op, bij andere niet. Wel lijkt het vooral bij leenwoorden actief te zijn, wellicht doordat daar aanpassing gewenst is aan de regels van de lenende taal.

### Nederlands
- Latijns murmurare is in het Nederlands murmelen geworden.
- Een inheems voorbeeld is tovenaar, voortgekomen uit toveraar.
- Evenzo laat garnaal een dissimilatie zien van garnaar.

### Nederlandse dialecten
- lepel uit de standaardtaal werd in sommige dialecten leper.
- lelijk uit de standaardtaal werd in sommige dialecten lerijk.
- schorseneer uit de standaardtaal werd in sommige Vlaamse dialecten schorseneel

Dissimilatie van de onbeklemtoonde eindlettergreep -el in woorden waar al een andere l in voorkomt (leper, sleuter enz.) treedt in Belgisch Limburg vooral op in enkele zuidwestelijke dialecten.

### Italiaans
- In het Italiaans (of al in het Laatlatijn) ontstond pelegrino (ons "pelgrim") uit het Latijnse peregrinus.

### Indonesisch
- Het Indonesisch kent een woord lapor, ontleend aan het Nederlandse rapport.
- Een recenter voorbeeld van dissimilatie in die taal is te vinden in laktop, van het Engelse laptop; hier speelt mee dat het woord niet langer als geleend woord wordt gezien; de component lap- wordt niet ervaren als afzonderlijke betekenisdrager.